# Ехтернахербрик
Ехтернахербрик (њем. Echternacherbrück) општина је у њемачкој савезној држави Рајна-Палатинат. Једно је од 235 општинских средишта округа Ајфелкрајс Битбург-Прим. Према процјени из 2010. у општини је живјело 704 становника. Посједује регионалну шифру (AGS) 7232028.

## Географски и демографски подаци
Ехтернахербрик се налази у савезној држави Рајна-Палатинат у округу Ајфелкрајс Битбург-Прим. Општина се налази на надморској висини од 175 метара. Површина општине износи 4,7 km². У самом мјесту је, према процјени из 2010. године, живјело 704 становника. Просјечна густина становништва износи 149 становника/km².